# Eburodacrys assimilis
Eburodacrys assimilis là một loài bọ cánh cứng trong họ Cerambycidae.